# 長野県道122号上畑八千穂停車場線

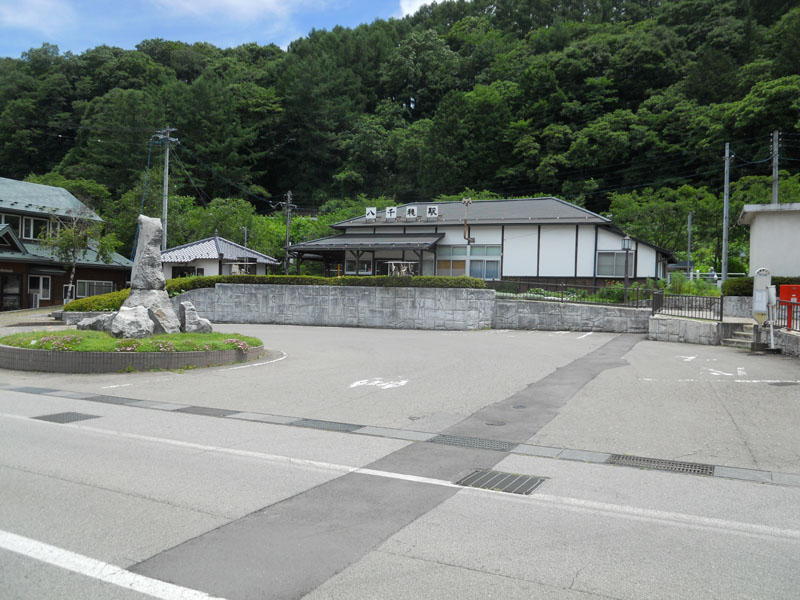
JR小海線八千穂駅

長野県道122号上畑八千穂停車場線（ながのけんどう122ごう かみはたやちほていしゃじょうせん）は、長野県南佐久郡佐久穂町を通る一般県道。

## 概要

### 路線データ
- 起点：佐久穂町畑（国道141号交点）
- 終点：佐久穂町穂積（JR小海線八千穂駅）

## 通過する自治体
- 南佐久郡佐久穂町

## 交差・接続する道路
- 国道141号 - 南佐久郡佐久穂町畑（起点）
- 長野県道2号川上佐久線 - 南佐久郡佐久穂町穂積 ※一部重複